# 尹明亮
尹明亮（1915年—1999年），男，江西泰和人，中华人民共和国军事人物，中国人民解放军少将，第五届全国政协委员。

## 家庭
儿子尹卓等。